# Pinturas secretas
Las Pinturas secretas (en inglés: Secret Paintings) es una serie de obras de Mel Ramsden (miembro del colectivo de artistas conceptuales Art & Language) realizadas entre 1967 y 1968. Estas obras de arte contemporáneo están todas constituidas de una pintura monocroma combinada a un cartel-texto.

## La serie de lasPinturas secretas
Esta serie de pinturas monocromas se distingue de las pinturas monocromas habitualmente producidas en el campo de los artes plásticos por el bloque de texto que les acompaña. Este texto menciona : « El contenido de esta pintura no es visible : el tema y la dimensión del contenido tienen que ser guardados secretos permanentemente, conocidos únicamente del artista (en inglés : The content of this painting is invisible: the character and dimension of the content are to be kept permanently secret, known only to the artist.) ». La obra es al mismo tiempo, una referencia a la historia de la pintura monocroma y al Cuadrado negro de Malévitch (1915), y una respuesta dada por Mel Ramsden a las pinturas de Ad Reinhardt (1913-1967), pintor y teórico americano, precursor del arte conceptual y del arte mínimo.

## Análisis
Estas pinturas plantean la cuestión del estatus del objeto de arte y del juego que se establece entre el artista y el visitante en la posible revelación de un contenido. A su gran diversión, durante la exposición 1969: The Black Box of Conceptual Art Ann Stephen (doctora en filosofía y conservadora en jefe del museo de Arte de la Universidad de Sídney) dijo: « Conozco las Pinturas Secretas desde hace mucho tiempo, pero mirando el dorso, he comprendido súbitamente que había efectivamente una pintura secreta; hay un cartel debajo con una pintura secreta ».

## Exposiciones
- Arte Conceptuale, Galería Daniel Templon, Milán, 1971
- Nueva York Arte & Language, Galeria Schema, Florence, 1974
- Early work 1965-1976, Recent work 1991-1994, Lisson Gallery, Londres, 1994
- Arte & Language and Luhmann, Kunstraum Vienna, Viena, 1995
- Arte & Language, Kunsthalle St Gallen, Santo-Gall, 1996
- Then and Now, Lisson Gallery, Londres, 1998
- Materializing seis years: Lucy R. Lippard and the emergence of conceptual arte, Brooklyn Museum, Nueva York, 2013
- Arte & Language Uncompleted - Philippe Méaille Colección, MACBA, Barcelona, 2014
- Unpainting, Galería de arte de Noticia Gales del Sur, Sídney, 2018
- Arte & Language - Reality (Dark) Fragmentos (Light), Castillo de Montsoreau - museo de Arte contemporáneo, Montsoreau, 2018